# Q’s Jook Joint
Q’s Jook Joint – album Quincy’ego Jonesa wydany w listopadzie 1995 przez wytwórnię Qwest Records. 

## Lista utworów
| #  | Utwór                              | Gościnnie | Czas |
| -- | ---------------------------------- | --- | ---- |
| 1  | "Jook Joint" (Intro)               | Kid Capri, Funkmaster Flex, LL Cool J, James Moody, Coko, Stevie Wonder, Lester Young, Brandy, Billy Eckstine, Dizzy Gillespie, Marlon Brando, Charlie Wilson, Barry White, Chaka Khan, Töne Löc, Queen Latifah, Ray Charles, Greg Phillinganes, Siedah Garrett, Patti Austin, Will Wheaton, Mervyn Warren, Sarah Vaughan, Miles Davis, Gloria Estefan, Lelee, Charlie Parker, Shaquille O’Neal, Bono | 1:32 |
| 2  | "Let the Good Times Roll"          | Stevie Wonder, Bono and Ray Charles | 2:55 |
| 3  | "Cool Joe, Mean Joe (Killer Joe)"  | Töne Löc, Queen Latifah, Nancy Wilson | 7:32 |
| 4  | "You Put a Move on My Heart"       | Tamia | 6:13 |
| 5  | "Rock With You"                    | Brandy and Heavy D | 4:08 |
| 6  | "Moody's Mood for Love"            | Brian McKnight, Rachelle Ferrell, Take 6 and James Moody | 4:18 |
| 7  | "Stomp!"                           | Original Cast Members of "Stomp": Luke Cresswell, Fiona Wilkes, Carl Smith, Fraser Morrison, Everett Bradley; Mr. X, Melle Mel, Coolio, Yo-Yo, Chaka Khan, Charlie Wilson, Shaquille O'Neal, Luniz | 6:16 |
| 8  | "Jook Joint" (Reprise)             | Ray Charles and Funkmaster Flex | 0:56 |
| 9  | "Do Nothin' Till You Hear from Me" | Phil Collins | 3:57 |
| 10 | "Is It Love That We're Missing"    | Gloria Estefan, Warren Wiebe | 4:45 |
| 11 | "Heaven's Girl"                    | R. Kelly, Ron Isley, Aaron Hall, Charlie Wilson and Naomi Campbell | 5:26 |
| 12 | "Stuff Like That"                  | Charlie Wilson, Ray Charles, Brandy, Chaka Khan and Ashford & Simpson | 5:45 |
| 13 | "Slow Jams"                        | SWV, Babyface, Portrait and Barry White | 7:30 |
| 14 | "At the End of the Day (Grace)"    | Toots Thielemans, Barry White and Mervyn Warren (Voices) | 7:42 |
| 15 | "Jook Joint" (Outro)               | Barry White, Tamia and Toots Thielemans | 0:49 |